# Jamie Masada
Jamie Masada, né en Iran en 1954, est un entrepreneur et comédien américain. Il est le fondateur du Laugh Factory, une chaîne de comedy clubs avec des établissements dans plusieurs États.

## Biographie
Masada était adolescent quand il est arrivé aux États-Unis, et malgré le fait qu'il vivait dans un garage parlait à peine Anglais, il parvient à s'exprimer dans cette langue en y mêlant du persan et de l'hébreu. Rapidement, il travaille avec des comédiens professionnels comme Richard Pryor, David Letterman, Jay Leno et Redd Foxx.

### Carrière
En 1979, Masada a utilisé un prêt de Neal Israel pour ouvrir le Laugh Factory sur la Sunset Boulevard. Alors que d'autres propriétaires de comedy clubs à Los Angeles ne payaient pas les comédiens son but était de créer un lieu où les comédiens pourraient se produire en étant rémunérés, le montant du salaire étant calculé en divisant la recette par le nombre de comédiens s'étant produit dans la soirée.
The Laugh Factory Presents… est une série de stand-up comedy en ligne, que Masada a créé pour les comédiens débutants pour diffuser leur matériel à un public plus large via YouTube et Amazon.com. L'intention de Masada est de filmer leur monologues sur la scène Laugh Factory et leur permettre de conserver 80 % des bénéfices réalisés à partir des specials. Avec l'aide de Laugh Factory New Media, Masada a déjà produit deux de ces The Laugh Factory Presents specials : The Laugh Factory Presents Tim Gaither Live from Las Vegas et The Laugh Factory Presents Raj Sharma Live from Las Vegas,.

## Honneurs et prix
En reconnaissance de toutes ses réalisations, Masada est le bénéficiaire du prix NAACP de la Liberté. Il a reçu la Ellis Island Medal of Honor et un prix de l'ACLU pour la Liberté d'Expression. En 2011, Masada a reçu un prix du Didi Hirsch Services de santé mentale en offrant aux comédiens des oreilles attentives par l'utilisation de services psychologiques gratuits,,,.

## Philanthropie

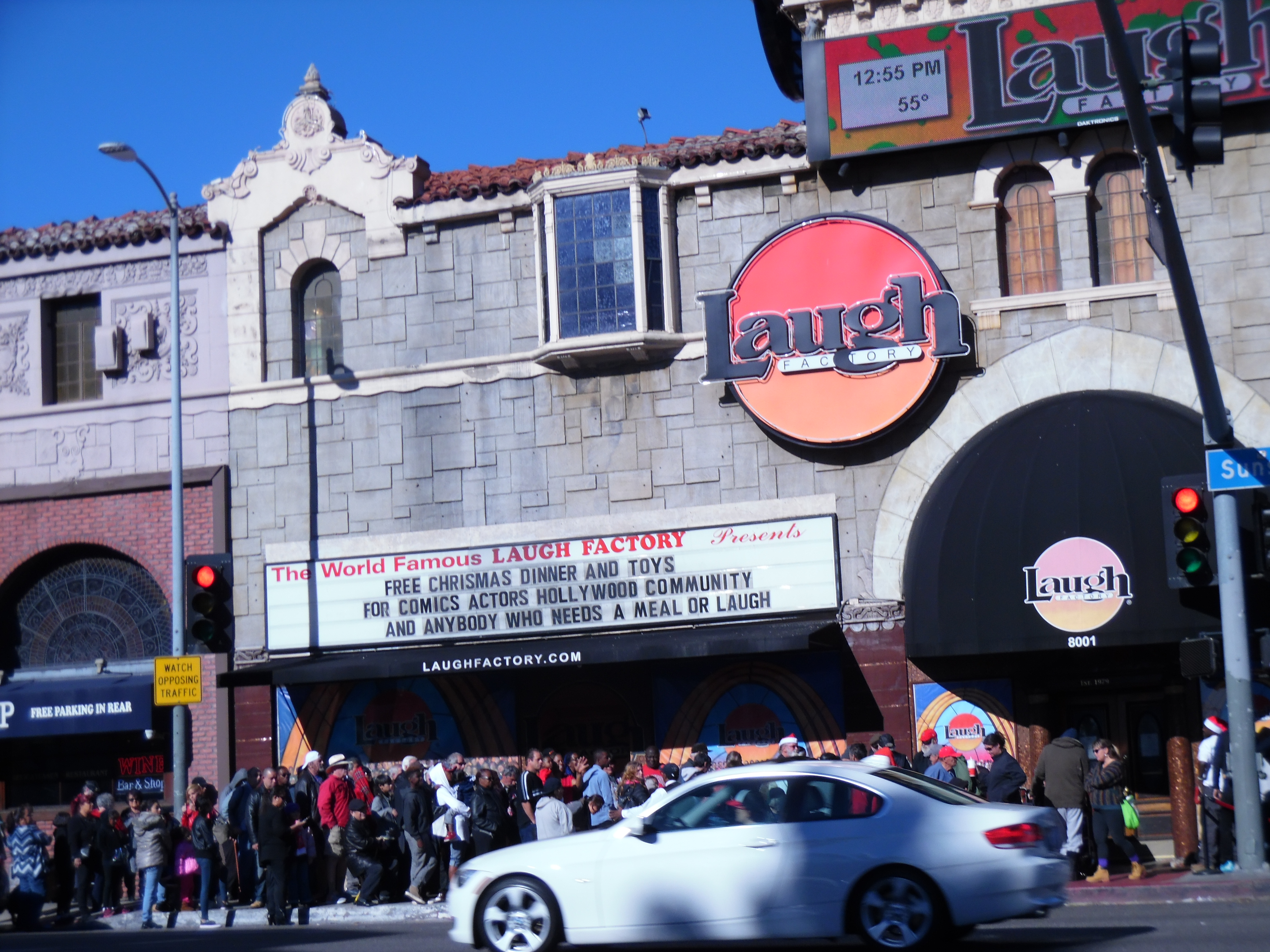
Auvent au Laugh Factory.

Dans un effort pour soutenir les enfants défavorisés, Masada a lancé le Comedy Camp en 1985. Grâce à ce camp , il a travaillé avec plus d'un millier d'enfants, en utilisant la comédie comme un moyen de renforcer leur confiance en soi,.
Depuis 1979, il a également accueilli les sans-abris, les pauvres ou ceux qui ne veulent pas être seul pour les vacances, avec plus de 5 000 participants en 2008.
Le Laugh Factory ainsi offre des services gratuits pour Roch Hachana et Yom Kippour.